# Unión de Jóvenes Revolucionarios
La Unión de Jóvenes Revolucionarios (UJR) es una organización estudiantil creada el 7 de octubre de 1987 como fachada legal para agrupar a la juventud marxista-leninista del entonces clandestino partido Bandera Roja en Venezuela.

## Historia
Tuvo fuerte participación en la vida estudiantil en sus inicios llegando a tener representación en la Universidad Central de Venezuela (UCV), el Instituto Pedagógico de Caracas y la Universidad Nacional Experimental "Luis Caballero Mejias", así como en institutos de educación media como el Liceo Fermín Toro y el Liceo Andrés Bello de Caracas donde lideraron las protestas contra el presidente Carlos Andrés Pérez en la década de los noventa. 
La UJR tuvo el control sobre el grupo estudiantil de Educación Media denominado Movimiento Juvenil Ezequiel Zamora (MJEZ), el cual se perdió durante la segunda división del Partido Bandera Roja en enero de 1992, poco antes del golpe de Estado Hugo Chávez del 4 de febrero de ese año.

### Caída y resurgimiento
Luego del 4 de febrero de 1992, la UJR sufrió una fuerte deserción de sus filas. La mayoría de sus miembros cansados de un liderazgo demasiado estático se integran al chavismo. Posteriormente a 1994, la UJR se ha reducido a menos de un centenar de militantes a nivel nacional. 

#### Durante Gobierno de Hugo Chávez
Hacia finales de los noventa este movimiento había casi desaparecido, sin embargo es hasta el año 2008 cuando se reanima el movimiento, existían focos que decidieron reanimar la actividad política, luchando por rescatar centro de estudiantes y reivindicar camaradas caídos, usando como bandera el descontento hacia el presidente Hugo Chávez, quien fue perdiendo claridad ideológica, de esa manera la Unión de Jóvenes Revolucionarios vuelve a representar una alternativa revolucionaria y crece como organización política, representada por cientos de jóvenes dispuestos a conquistar una sociedad socialista en Venezuela, teniendo como principal enemigo el partido de Gobierno PSUV y otras organizaciones del Polo Patriótico, que a criterio de la UJR representaban los intereses de una nueva burguesía representada por los nuevos gobernantes 
Para enero de 2009, la organización diseño diferentes formas de lucha en distintas partes del país.  En Caracas se creó "Venciendo Sombras" movimiento estudiantil de la UCV, en Los Altos Mirandinos se conformó un movimiento de educación media llamado "Yessika Diaz" dirigido por Fabricio Briceño, Anzony Arias, Deixy Dos Santos y Camilo Briceño, quienes conformaron posteriormente el Movimiento Estudiantil Expresión Universitaria en varios núcleos de la Universidad Nacional Experimental Simón Rodríguez. 

#### Durante Gobierno de Nicolás Maduro
En el 2012 Daniel Enríquez asume la Sec. General de la UJR, pero es desplazado en el 2013 por Fabricio Briceño, en el 2014 la Juventud del partido Bandera Roja asumió un papel importante en las protestas de febrero, ellos lo denominaron: "la rebelión democrática del pueblo", que dio como resultados muertos y más de 2000 estudiantes detenidos, asumieron los campamentos de resistencia de la plaza Alfredo Sadel, La India y otras más en el interior del país, a finales del mes de junio del 2014 son detenidos varios dirigentes de la UJR entre los que figuran: Betania Farrera y Sairam Rivas esta última era presidenta del Centro de Estudiantes de Trabajo Social de la UCV, que junto a Eusebio Acosta, presidente de la Universidad Católica Santa Rosa asumen el papel de dirección estudiantil, al ser liberada, Sairam Rivas se lanza a la presidencia de la FCU en la UCV, ocupando el cargo de Sec. de Asuntos Internacionales, convirtiéndose en la dirigente estudiantil más importante de la UJR, en el 2016 al festejarse el séptimo congreso nacional llamado: "Noel Rodríguez" es electa Sec. General de la Unión de Jóvenes revolucionarios. La juventud del partido Bandera Roja continua conservando focos y movimientos en todo el país, aunque tienen una tenue pero constante condición de lucha en los hechos históricos de Venezuela, representan una reserva moral y son en definitiva un pequeño pero eficaz grupo a la hora de ejercer acciones políticas.